# Julian Weber
Julian Weber (Maguncia, 29 de agosto de 1994) es un deportista alemán que compite en atletismo, especialista en la prueba de lanzamiento de jabalina.
En los Juegos Europeos de Cracovia 2023 consiguió una medalla de oro. Ganó dos medallas en el Campeonato Europeo de Atletismo, en los años 2022 y 2024.
Participó en dos Juegos Olímpicos de Verano, en los años 2016 y 2020, ocupando el cuarto lugar en Tokio 2020, en su especialidad.

## Palmarés internacional
| Juegos Europeos    | Juegos Europeos   | Juegos Europeos  | Juegos Europeos |
| Año                | Lugar             | Medalla          | Prueba          |
| ------------------ | ----------------- | ---------------- | --------------- |
| 2023               | Chorzów (Polonia) | Medalla de oro   | Jabalina        |
| Campeonato Europeo |                   |                  |                 |
| Año                | Lugar             | Medalla          | Prueba          |
| 2022               | Múnich (Alemania) | Medalla de oro   | Jabalina        |
| 2024               | Roma (Italia)     | Medalla de plata | Jabalina        |